# Zelenka (Orlické Záhoří)
Zelenka (deutsch: Grünborn) ist eine Grundsiedlungseinheit der Gemeinde Orlické Záhoří im Okres Rychnov nad Kněžnou in Tschechien. Es liegt am rechten Ufer der oberen Wilden Adler, die hier die Staatsgrenze zu Polen bildet. Durch den Ort verläuft die Staatsstraße 311, die bei Bartošovice v Orlických horách beginnt und entlang des Ufers der Wilden Adler in nordwestlicher Richtung nach Deštné v Orlických horách führt. 

## Geographie
Zelenka liegt zwischen dem Hauptkamm des Adlergebirges und dem Habelschwerdter Gebirge am rechten Ufer der Wilden Adler, im oberen Erlitztal. Nachbarorte sind Jadrná und Kunštát im Südosten sowie Bedřichovka und Trčkov im Nordwesten. Jenseits der Grenze liegen die Ortschaften Lasówka im Norden und Piaskowice im Südosten.

## Geschichte
Grünborn wurde 1613 durch Benjamin von Vlkánov auf Solnitz oberhalb von Kerndorf angelegt. Es gehörte zum Königgrätzer Kreis und war zunächst nach Himmlisch Riebnai und ab dem Jahr 1700 nach Kronstadt gepfarrt. Es wurde mit Häuslern besiedelt, die als Waldarbeiter und in den Glashütten der Umgebung Arbeit fanden.
Seit 1750 gehörte es zur Bezirkshauptmannschaft Senftenberg. Die Kinder von Grünborn besuchten vor 1918 die dreiklassige Schule von Friedrichswald, die nach der Gründung der Tschechoslowakei 1919 um eine tschechische Minderheitenschule erweitert wurde. Infolge des Münchner Abkommens wurde Grünborn 1938 dem Deutschen Reich angeschlossen und gehörte bis 1945 zum Landkreis Grulich. Nach dem Zweiten Weltkrieg wurden die deutschen Bewohner vertrieben und Zelenka blieb weitgehend unbewohnt, wodurch die meisten Häuser dem Verfall preisgegeben wurden. 1960 wurde Zelenka der neu gebildeten Gemeinde Orlické Záhoří eingegliedert.

## Ortsgliederung
Zelenka ist Teil des Katastralbezirkes Jadrná.